# Dardagny
Dardagny est une commune suisse du canton de Genève située sur la rive droite du Rhône.

## Géographie
Située presque à l'extrémité occidentale du pays, Dardagny est délimitée par la frontière avec la France à l'ouest et au nord, par le Rhône au sud et les communes de Russin et Satigny à l'est. Le territoire de la commune est bordé à l'est par l'Allondon et quelques petits affluents dont le Roulave. Le ruisseau des Charmilles se jette pour sa part directement dans le Rhône en passant par le territoire français.
La commune de Dardagny s'étend sur 8,6 km2. Lors du relevé de 2013-2018, les surfaces d'habitations et d'infrastructures représentaient 9,8 % de sa superficie, les surfaces agricoles 60,7 %, les surfaces boisées 26,6 % et les surfaces improductives 2,9 %.
La commune comprend les localités d'Essertines, La Plaine, Malval, La Tuilière et Les Granges. Elle fait partie de la région du Mandement et est limitrophe de Satigny, Russin et Avully, ainsi que de la France.

### Écologie
La portion du Rhône qui borde la commune, l’Allondon et ses affluents, ainsi que leurs rives font partie du site Ramsar « Le Rhône genevois - Vallons de l'Allondon et de la Laire ». Il comprend un corridor vert, des zones humides saisonnières, une forêt alluviale et il abrite des sites d’hivernage pour les oiseaux d’eau ; on y recense plus de 430 espèces menacées en Suisse.
Ce site fait aussi partie de l'Inventaire fédéral des paysages, sites et monuments naturels d'importance nationale (IFP).

## Histoire
L'histoire de Dardagny remonte au Néolithique comme l'atteste une hache retrouvée sur place. En 1093 est établi un rapport sur l'édification de l'église Saint-Pierre qui se trouve aujourd'hui au centre du village de Dardagny.
En 1280, Amyon de Dardagny, le premier seigneur féodal et chevalier de Genève est mentionné pour la première fois lorsqu'il reçoit 30 livres en héritage. À cette époque, trois puissantes seigneuries se trouvent dans les environs des Dardagny : celle du sud possédée par André de la Corbière, celle du nord possédée par Michaud de Livron et celle du centre possédée par Amyon de Dardagny. Le village appelé alors Dardaniacum est pour sa part cité pour la première fois en 1309.
Avec l'avènement de la Réforme protestante en 1536, le secteur de Dardagny ainsi que ceux de Châteauvieux et de Confignon passent aux mains de la nouvelle république genevoise. Au début de l'année 1646, le seigneur genevois Amédée Favre parvient à réunir à nouveau les domaines sous son autorité. Son fils Daniel Favre les unifie en 1655.
En 1721, un banquier français du nom de Jean Vasserot, ayant fait fortune en Hollande (constructeur aussi du château de Vincy), acquiert le domaine de Dardagny des mains de la famille Lullin. À sa mort en 1731, son fils Jean prend en charge le domaine et réorganise l'édifice pour en faire l'un des plus beaux châteaux genevois du XVIIIe siècle : entre 1735 et 1740, il redessine les façades, fait créer dans la cour intérieure une salle des fêtes et construire à l'intérieur un escalier monumental, tout en dotant aussi la propriété d'un jardin en terrasses.
De nouveaux embellissements aux façades sont entrepris en 1780-1781 par Jacques-Antoine Horngacher qui pourvoit la salle des fêtes d'un orgue.
L'intérieur de l'édifice est particulièrement remarquable pour son escalier à balustrade en ferronnerie ouvragée, et pour sa salle des fêtes à décor baroque en trompe-l’œil, avec colonnes torsadées et armes de la famille Horngacher.
En 1848, le château et le domaine sont acquis par Jean-Louis Fazy.
En 1904, la commune de Dardagny rachète le château et un projet de démolition en 1916, pour construire à cette place une école, déclenche une forte opposition populaire. Après dix ans d'incertitudes, le Conseil municipal, le Grand Conseil et le Conseil d'État genevois décident de classer le château et de le faire restaurer à moindres frais entre 1926 et 1932 par Frédéric Metzger pour le transformer en mairie et école.

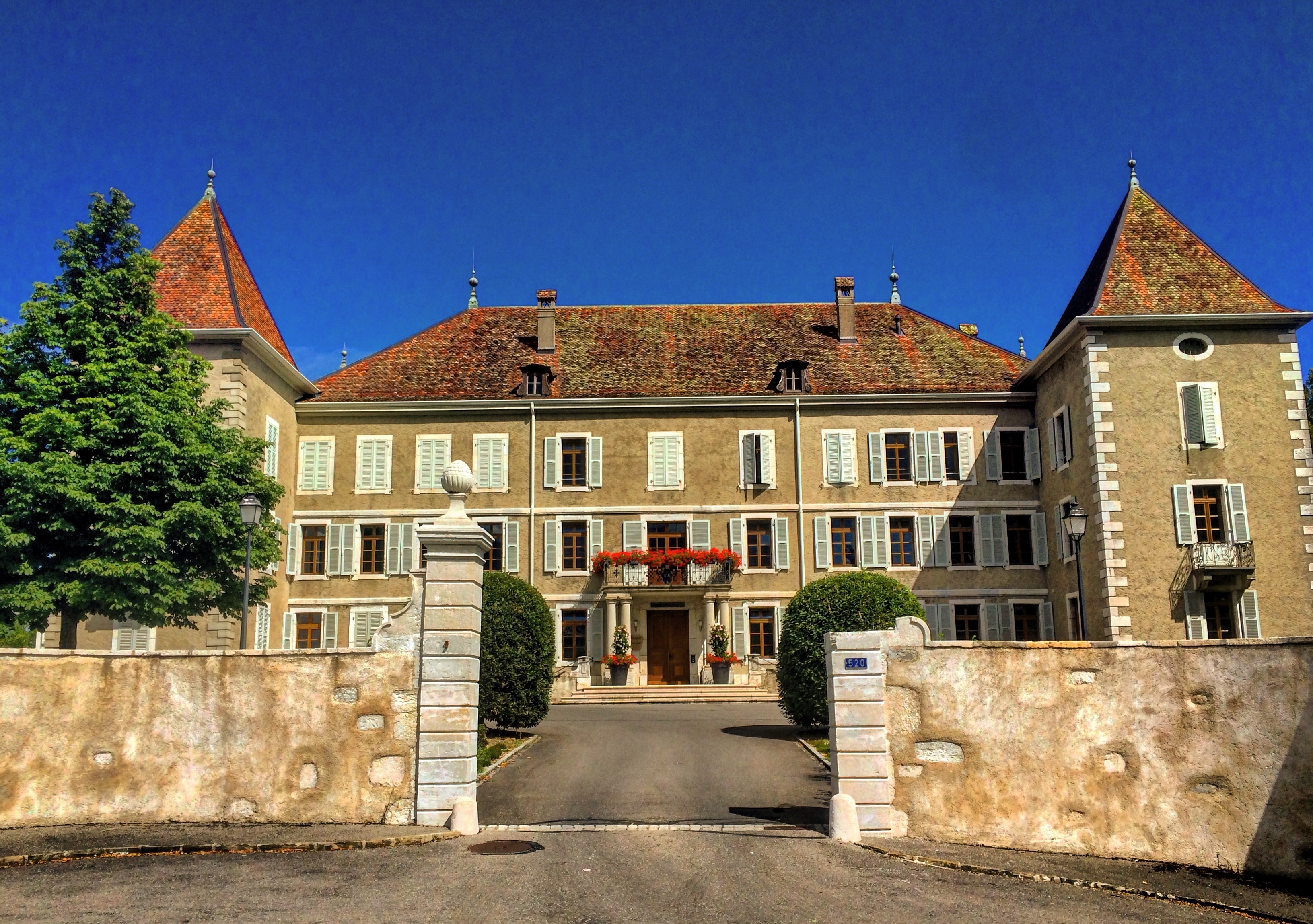
Le château de Dardagny.

En 1860, le peintre Armand Leleux rénove l'actuelle Maison Leleux dans laquelle il vit durant une certaine période. Il y reçoit d'autres peintres célèbres comme Jean-Baptiste Camille Corot qui peint le célèbre chemin des Pompes.
En 1978, la commune reçoit le prix Wakker de la Ligue suisse du patrimoine national en raison de la bonne conservation du village, de la beauté du château et des fermes genevoises.
La localité fait partie depuis 2021 de l'association Les Plus Beaux Villages de Suisse.

### La maison Leleux

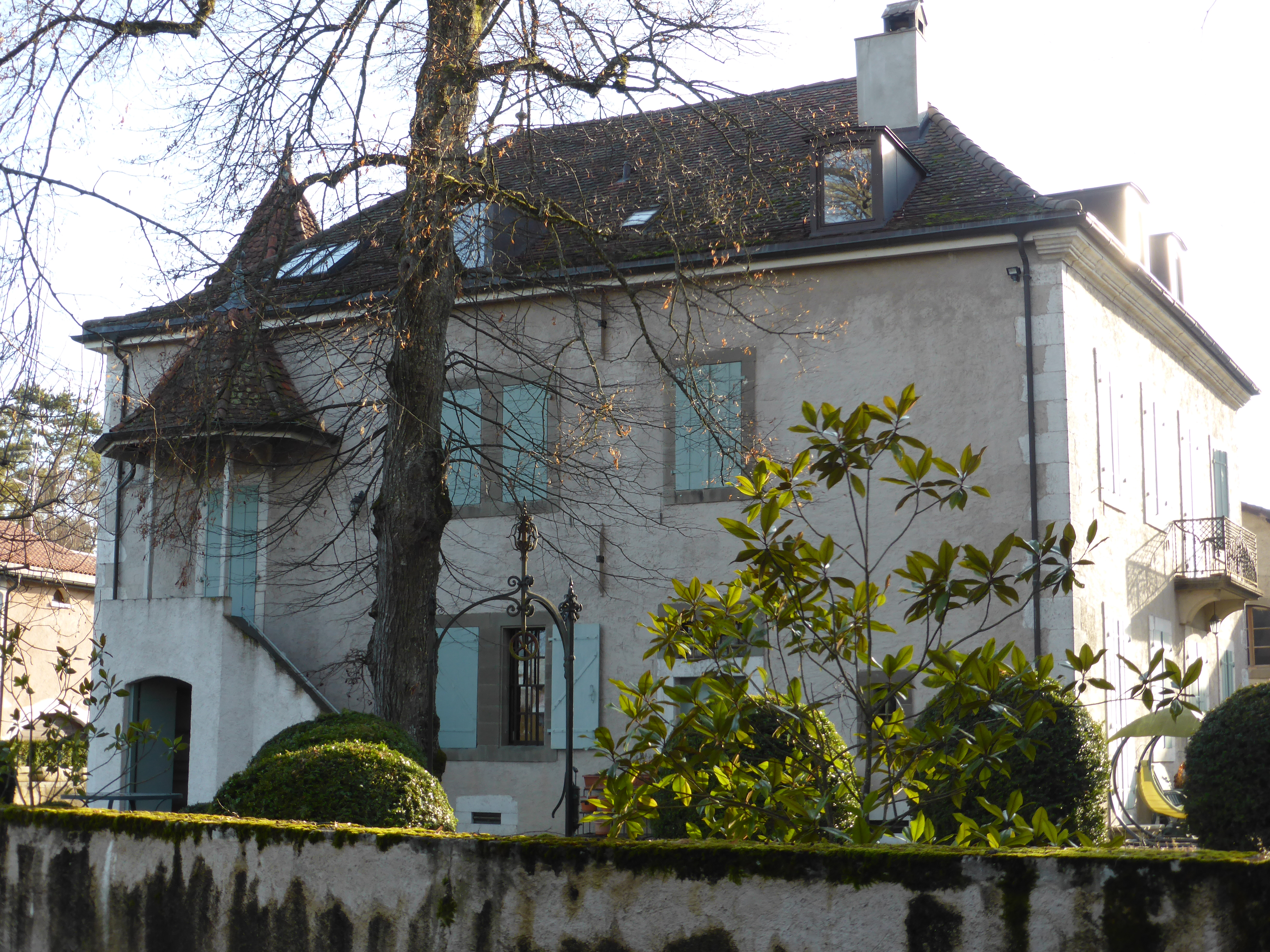
La maison Leleux

Maison d'habitation du début du XVIIIe siècle et d'une simple demeure paysanne, elle sera transformée en une résidence bourgeoise qui sera classée le 7 janvier 2004. En 1765, la maison est rachetée par le compte Louis de Portes qui habitera le domaine jusqu'à sa mort en 1789 et en 1791, la domaine est vendu à Jean-Pierre Rigaud (1752-1812), bijoutier-horloger à la cour de Russie, avant de diriger la mairie de Dardagny entre 1818 et 1820. La bâtisse revient par héritage à son fils Jacques (1780-1862) puis à la fille unique de ce dernier, la peintre genevoise de talent Louise-Émilie (1824-1885), épouse du peintre Armand Leleux.
Le couple habitant Paris en l'hiver, ils reviennent à Dardagny en l'été, période durant laquelle, ils recevaient leurs amis comme Camille Corot, Théophile Gautier et sa muse Carlotta Grisi, Gustave Doré, Charles-François Daubigny ou encore Eugène Sue. En 1860, Armand Leleux rénove complètement la bâtisse et y ajoute contre la façade sud, une élégante tour à cinq pans qui accentue son allure de "petit château" et un toit en pavillon. Armand meurt à Dardagny le 1er juin 1885 et sa femme trois semaines plus tard. Ils sont enterrés dans le cimetière de la chapelle de Malval,.

## Population et société

### Gentilé
Les habitants de la commune se nomment les Dardagniens.

### Démographie

#### Évolution de la population
La commune compte 1 853 habitants au 31 décembre 2023 pour une densité de population de 215 hab/km2. Sur la période 2010-2023, sa population a augmenté de 25,5 % (canton : 14,6 % ; Suisse : 9,4 %).  

#### Pyramide des âges
En 2023, le taux de personnes de moins de 30 ans s'élève à 33,5 %, au-dessous de la valeur cantonale (33,7 %). Le taux de personnes de plus de 60 ans est quant à lui de 24,7 %, alors qu'il est de 22,2 % au niveau cantonal.
La même année, la commune compte 883 hommes pour 970 femmes, soit un taux de 47,7 % d'hommes, inférieur à celui du canton (48,3 %).
| Hommes | Classe d’âge | Femmes |
| ------ | ------------ | ------ |
| 0,5    | 90 ans ou +  | 2,6    |
| 6,9    | 75 à 89 ans  | 9,7    |
| 16,4   | 60 à 74 ans  | 13,3   |
| 23,4   | 45 à 59 ans  | 23,4   |
| 18,2   | 30 à 44 ans  | 18,7   |
| 17,9   | 15 à 29 ans  | 15,4   |
| 16,6   | - de 14 ans  | 17,0   |

| Hommes | Classe d’âge | Femmes |
| ------ | ------------ | ------ |
| 0,7    | 90 ans ou +  | 1,5    |
| 6,5    | 75 à 89 ans  | 8,8    |
| 13,0   | 60 à 74 ans  | 13,8   |
| 21,7   | 45 à 59 ans  | 21,5   |
| 22,9   | 30 à 44 ans  | 22,4   |
| 18,6   | 15 à 29 ans  | 17,2   |
| 16,7   | - de 14 ans  | 14,8   |

## Politique

### Administration
La commune comprend un maire et deux adjoints, qui constituent l'exécutif de la commune, ainsi qu'un conseil municipal de 15 membres, tous élus au suffrage universel pour un mandat de cinq ans.
L'exécutif de la commune, entré en fonction le 1er juin 2025, se compose de la façon suivante :
| Identité     | Étiquette            | Étiquette | Fonction                   | Dicastères                                                                   |
| ------------ | -------------------- | --------- | -------------------------- | ---------------------------------------------------------------------------- |
| Anne Zoller  | Entente communale    |           | Maire                      | Finances Taxe professionnelle Emplacement Urbanisme                          |
| Julien Guyot | Continuité communale |           | Conseiller administratif   | Entretien, Mobilité, Sécurité, Développement durable Culture, Manifestations |
| Tracy Monney | Continuité communale |           | Conseillère administrative | Cohésion, Sport Communication                                                |

À la suite des élections municipales du 23 mars 2025, le conseil municipal est représenté de la manière suivante : 
| Parti                | Voix | Suffrages en % | +/-   | Sièges | +/- |
| -------------------- | ---- | -------------- | ----- | ------ | --- |
| Entente communale    | 240  | 51,34 %        | 51,34 | 8 / 15 | 8   |
| Continuité communale | 234  | 48,66 %        | 48,66 | 7 / 15 | 7   |

### Liste des maires
| Période       | Période     | Identité                      | Étiquette | Qualité |
| ------------- | ----------- | ----------------------------- | --------- | --- |
| 1800          | 1818        | Jean-Philippe-Louis Horgacher |           | nommé par le gouvernement français                                                                                |
| 1818          | 1820        | Pierre Rigaud                 |           | nommé par le Conseil d'État                                                                                       |
| 1820          | 1839        | David Bardonnex               |           | nommé par le Conseil d'État                                                                                       |
| 1839          | 1847        | Jacques Giraud                |           | -nommé par le Conseil d'État -Député au Grand Conseil du canton de Genève de 1846 à 1854                          |
| 1847          | 1858        | Jean-Philippe Bouvier         |           | |
| 1858          | 1866        | Jean Gaillard                 |           | |
| 1866          | 1886        | Charles-Marc Ramu             |           | Député au Grand Conseil du canton de Genève de 1866 à 1882                                                        |
| 1886          | 1902        | François-Octave Gros          |           | |
| 1902          | 1922        | Jacques Dugerdil              |           | |
| 1922          | 1927        | Alfred Desbaillets            | PRD       | -Député au Grand Conseil du canton de Genève de 1923 à 1927 -Conseiller d'État du canton de Genève de 1927 à 1933 |
| 1928          | 1947        | Jules Dugerdil                | ND        | Député au Grand Conseil du canton de Genève de 1930 à 1954                                                        |
| 1947          | 1951        | Edmond Ramu                   |           | |
| 1951          | 1968        | Henri Bellevaux               | ICS       | -Décédé en fonction -Député au Grand Conseil du canton de Genève de 1948 à 1968                                   |
| 1968          | 31 mai 1975 | Louis Hutin                   |           | |
| 1er juin 1975 | 31 mai 1987 | Jacques Gros                  |           | |
| 1er juin 1987 | 31 mai 2003 | Bernard Dugerdil              |           | |
| 1er juin 2003 | 31 mai 2011 | Jean-Louis Mory               | PRD       | -Adjoint au maire de 1995 à 2003 -Député au Grand Conseil du canton de Genève de 1997 à 2001                      |
| 1er juin 2011 | 31 mai 2020 | Pierre Duchêne                | PLR       | Adjoint au maire de 2003 à 2011                                                                                   |
| 1er juin 2020 | en cours    | Anne Zoller                   | PLR       | Adjoint au maire de 2015 à 2020                                                                                   |

## Économie
Au Moyen Âge, Dardagny est un village de viticulteurs et de meuniers. En 1321, l'existence d'un moulin est établie alors que des papeteries mises sur pied en 1545 ne seront remplacées qu'en 1850 dans le cadre de l'industrialisation par une usine. Au cours du XVIIe siècle, l'horlogerie commence à s'établir à Dardagny mais disparaît toutefois complètement au XIXe siècle lorsque l'élevage se modernise. Cette tendance perdure toutefois jusque vers 1950. En 1827, une fromagerie est même construite alors que le village se spécialise presque exclusivement à partir des années 1950 dans la viticulture qui n'emploie toutefois qu'un quart de la population. Sur la totalité des 860 hectares de la commune, 180 reviennent à la culture du raisin, 250 aux installations culturelles (dont le château) et 160 aux forêts. Trois quarts de la population sont des pendulaires.

## Culture et patrimoine

### Héraldique
| Blason | Blasonnement : D'azur à la fasce ondée d'argent, accompagnée de trois tours crénelées d'or, maçonnées de sable et ouvertes du champ. Commentaires : Ces armoiries décidées en 1923 rappellent l'Allondon, l'affluent du Rhône, et les trois châteaux de la commune : Dardagny, Malval et Bruel. |

### Monuments et curiosités
- Le château de Dardagny (classé Bien Culturel d'importance nationale)[19], avec sa salle des chevaliers baroque ainsi qu'une imposante balustrade, abrite mairie et école ; il est le plus grand du canton de Genève, reconstruit en 1723 par Jean Vasserot. De plan rectangulaire, il comporte une façade monumentale à fronton de style classique et est flanqué aux angles de quatre tours carrées, seuls vestiges d'une construction antérieure de 1655[20].
- La maison du peintre Armand-Alexandre Leleux.
- La petite église dont le clocher se trouve au milieu du toit contrairement aux autres clochers de la région. Église réformée de style classique, elle fut construite en 1723 aux frais de Jean Vasserot.
- La vallée de l'Allondon, cadre protégé, qui constitue un espace de détente populaire.
- Chapelle de Malval, petite chapelle classée monument national et genevois, isolée non loin de la rivière l'Allondon, construite en 1300.

### Personnalités liées
- Albertine Zullo, illustratrice de livres pour enfants.
- Sophie Dugerdil, vigneronne encaveuse.